# 津島 (今治市)
津島（つしま）は、瀬戸内海のほぼ中央、来島海峡の北東入り口付近に位置する有人島。大島の属島の一つで、大突間島を挟んで大島の西に位置する。芸予諸島の一部をなし、愛媛県今治市に属する。

## 地理
花崗岩を産し、津島石として知られ、石切場もあった。
昭和40年代までニホンカワウソが生息していたとされる。
来島海峡に接し、島の西端に灯台が設置されているほか、中腹には船舶通航信号所も設置されている。
島名の由来
古来、津倉（今日の吉海港）の西入り口にあたるため「門島」とも呼ばれていたが、帆船交通の時代において基地を意味する「津島」と呼ばれるようになったとされる。

## 歴史
中世には河野水軍の武将・田房隼人正の城砦も築かれていたが天正13年に落城した一族は滅亡した。近世には今治藩に属し。一村を形成した。
瀬戸内の海上交通の要衝で古くから海運業が盛んで島内に大山祗神社があり大型帆船5隻が寄進した絵馬がある。戦前には機帆船で、北九州産の石炭等の輸送にあたった。最盛期には人口700人を越えた時期もあった。しかしながら太平洋戦争の開始により軍事輸送に従事させられたことから、戦況悪化とともにほとんどが南洋の藻屑と消えた。戦後頼母子講等を活用し復活を果たしたが、機帆船から鋼船への時代の転換は早く、より事業を拡大したい人々は今治に渡る等して、島は寂れていった。
大正時代にはイチジクやビワの栽培が盛んになったが、太平洋戦争後ほとんどがみかん園に転換したが、イチジクは今日でも手間のかからない作物として栽培されている。また、一時乳牛の飼育が導入された。

## 社会
限界集落で集落や港は島の北岸に位置している。かんきつ類の栽培を中心とした農業の島で、島内に小中学校はない。人口約10人。（2018.2時点）

## 交通
- 大島の幸港との間に定期船。市営渡船時刻表
- 今治港との間に定期船。津島渡船時刻表